# Jules Simon
Jules François Simon Suisse, conocido como Jules Simon, (Lorient (Morbihan), Francia, 27 de diciembre de 1814 - París, Francia, 8 de junio de 1896) fue un filósofo y político francés.

## Biografía

### Juventud
Jules Simon era hijo de un comerciante de telas del departamento de Mosela, instalado en Bretaña. Cursó sus estudios secundarios en Vannes y Lorient donde colaboró con la revista Revue de Bretagne. En 1833 ingresó en la Escuela Normal Superior de París, y una vez concluidos sus estudios superiores fue profesor de filosofía en Caen (1836) y en Versailles (1837). Se doctoró en filosofía y se le concedió la cátedra anteriormente ocupada por Victor Cousin en la universidad de la Sorbona, donde sus clases sobre los filósofos griegos (en particular Platón y Aristóteles) tenían numerosos seguidores. Al mismo tiempo era profesor en la Escuela Normal Superior.
El periodismo siempre le había tentado y en los años 1840 empezó una larga colaboración con la Revue des Deux Mondes. En 1847 cofundó junto con antiguos compañeros de la Escuela Normal la revista filosófica Liberté de penser, y a partir de 1848 fue el principal redactor del periódico el National.

### Segunda República
En 1847, se presentó en el bando de los republicanos a las elecciones legislativas por el departamento de Côtes-du-Nord pero no consiguió escaño de diputado. El 23 de abril de 1848, al principio de la Segunda República Francesa, fue elegido diputado en la Asamblea Constituyente donde defendió la libertad de conciencia, la enseñanza pública, la propiedad privada y los bienes públicos, y se opuso tanto a la influencia creciente de los socialistas como a los legitimistas y al clero. Cuando la Constituyente terminó con su cometido en 1849, Jules Simon no fue elegido diputado de la Asamblea Legislativa en un ambiente político cada vez más conservador tras el fracaso de los talleres nacionales y la reacción que siguió la represión de las jornadas de junio. Volvió a dedicarse a su cátedra en la Sorbona y a sus conferencias en la Escuela Normal. El 9 de diciembre de 1851, tras el golpe de Estado de Luis Napoleón Bonaparte que iba a ser sometido a referéndum, pronunció ante sus alumnos de la Sorbona un discurso célebre en el que declaraba: 

Señores, ésta es una clase de ética. Hoy no les debo una clase sino un ejemplo. Francia ha sido convocada mañana a unos comicios para condenar o aprobar los acontecimientos que acaban de ocurrir. Si hubiese un único voto de condena, he venido a decirles públicamente que será el mío.

Al día siguiente fue despedido. A los pocos días, como profesor de la escuela Normal Superior se negó a prestar juramento a Napoleón III y fue suspendido.

### Segundo Imperio
En los años siguientes Jules Simon vivió, al igual que un buen número de políticos e intelectuales franceses, un exilio interior de 12 años durante el que se dedicó a publicar obras filosóficas. Mantuvo estrechos contactos con los exiliados en el extranjero, en su mayoría en Inglaterra y en Bélgica donde dio conferencias en las principales ciudades. La editorial Hachette le contrató para dirigir colecciones. En 1854 publicó Le devoir, sobre la libertad y la independencia de pensamiento como deber personal. En 1856, en su obra La religion naturelle profesa un deísmo por encima de las confesiones religiosas y critica la intromisión de la Iglesia Católica en los asuntos del Estado.
En 1863, cuando el régimen empieza a aliviar la represión política e intelectual, Jules Simon ingresó en la Academia de Ciencias Morales y Políticas. El mismo año, su amigo Jules Favre le incitó a retomar su actividad política: fue elegido diputado por el VIII Distrito de París en la Asamblea Nacional donde se convirtió en uno de los oradores republicanos más renombrados y aclamados. Defendió medidas a favor de la libertad de prensa y para regular el trabajo de las mujeres, pidió subvenciones para la enseñanza primaria pública y alojamientos dignos para los obreros, y reclamó la separación de la Iglesia y del Estado. Reelegido en 1869 por París y Burdeos, optó por este último escaño cediendo el de París a Emmanuel Arago. En esa legislatura defendió medidas para liberalizar el comercio exterior y propuso la abolición de la pena de muerte en un célebre discurso que le valió los elogios de su amigo Victor Hugo. Votó en contra de la guerra contra Prusia.

### Tercera República
Tras la derrota de Sedán y la caída del Segundo Imperio en septiembre de 1870, Jules Simon fue miembro del gobierno de defensa nacional constituido por la Asamblea Nacional que acababa de proclamar la República. Se opuso a Gambetta que proponía la inelegibilidad de los funcionarios y militares del Segundo Imperio. En las elecciones generales del 8 de febrero de 1871, fue elegido diputado y el mismo mes entró a formar parte del primer gabinete de Adolphe Thiers en Burdeos, como ministro de Educación. Defendió medidas de mejora de la enseñanza pública enfrentándose a la oposición de los monárquicos. En abril de 1873, un discurso suyo que atribuía sólo a Thiers el mérito de la liberación del territorio francés ocupado por las tropas prusianas provocó tantas quejas que se vio obligado a dimitir de su puesto ministerial.
Bajo la jefatura de Estado de Mac-Mahon, prosiguió con su labor en la Asamblea donde se pronunció en contra de la dimisión de Thiers como presidente del Consejo (primer ministro) y en contra del nombramiento del monárquico Albert de Broglie en ese mismo puesto en contra de la mayoría de la Asamblea. En 1875, apoyó la aprobación de las leyes constitucionales que fundaron el marco jurídico de la República, pero se abstuvo sobre la abrogación de las leyes de exilio para los miembros de la Comuna de París condenados. El 16 de diciembre de 1876, fue elegido senador inamovible por la Asamblea Nacional, y el mismo día fue nombrado miembro de la Academia francesa.
El 12 de diciembre de 1876, el presidente Mac-Mahon le encomendó la formación de un nuevo gobierno que Jules Simon presentó ante la Asamblea declarándose "profundamente republicano y profundamente conservador". A los pocos meses, el 17 de mayo de 1877,  dimitió por discrepancias con el jefe del Estado y se mantuvo los años siguientes, según sus propias palabras, "en una retirada estudiada". El mismo año fue el impulsor de la creación del libro de familia.
En 1880 votó en contra de la amnistía de los Comuneros y criticó las leyes restrictivas sobre el establecimiento de las congregaciones religiosas. En 1881 propuso, en la ley sobre la obligatoriedad y la laicidad de la enseñanza primaria, que se sustituyeran las palabras "instrucción moral y cívica" por "enseñanza de los deberes con Dios y la patría", sin éxito. Apoyó en 1883 la ley sobre el derecho de asociación, y se opuso al restablecimiento del divorcio en 1885. Apoyó también la condena de la tentativa de golpe de Estado monárquico del general Boulanger.
En sus últimos años como parlamentario se dedicó a defender cuestiones sociales y temas relativos a la educación. Participó activamente en la reglamentación de la enseñanza universitaria y en la organización de exámenes en la enseñanza en general. Trabajó en la regulación del trabajo de las mujeres y de los niños, exigiendo que las mujeres no trabajaran durante el mes siguiente al parto. También pidió que se dignificara la enseñanza de las labores domésticas para las chicas en las escuelas.

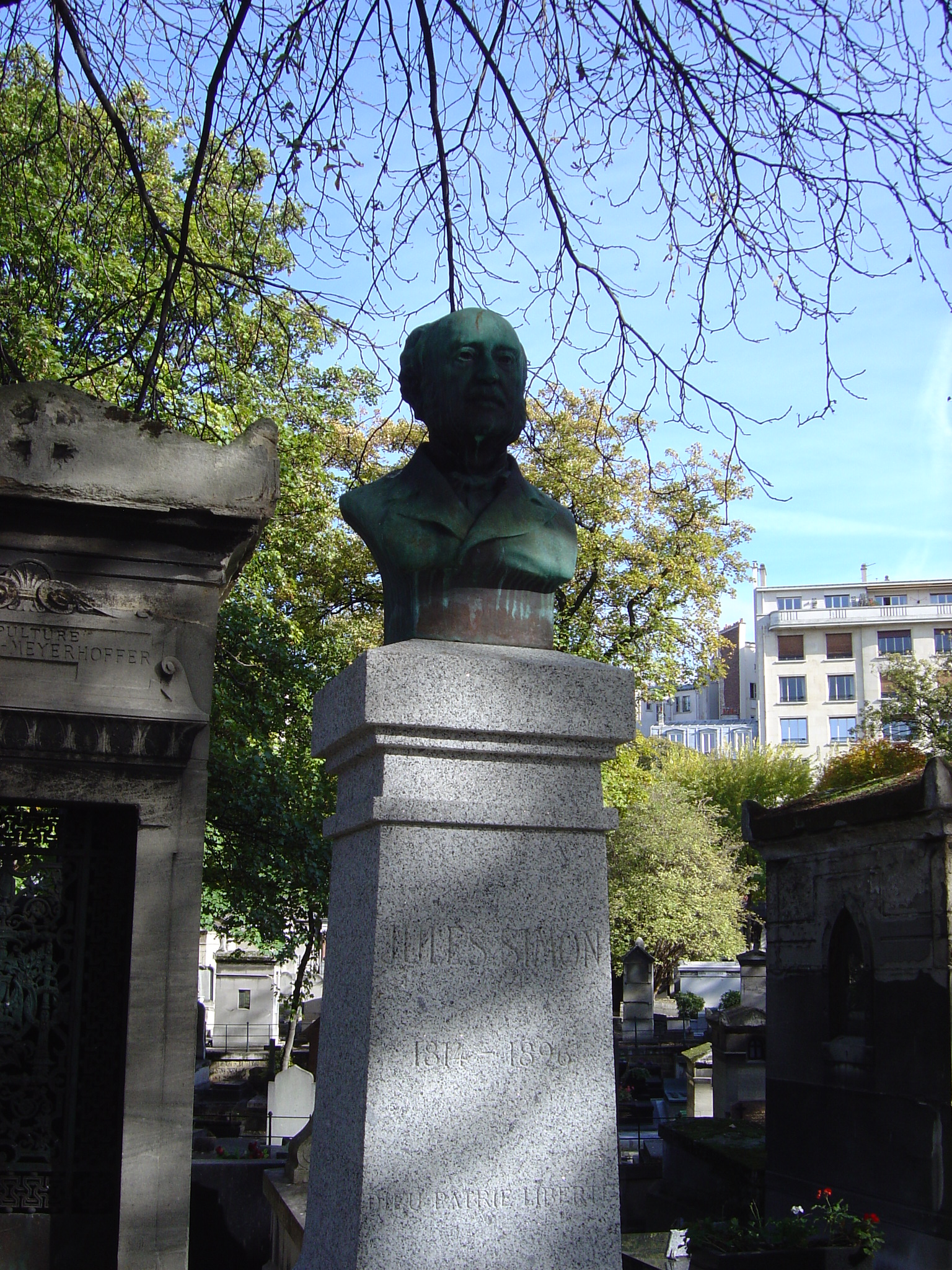
Tumba de Jules Simon en el cementerio de Montmartre, París.

El 8 de junio de 1896, falleció a la edad de 82 años en París, debido a una corta enfermedad. Fue enterrado en el cementerio de Montmartre.

## Homenajes póstumos
Francia cuenta con numerosas calles llamadas en su honor: en Lorient, Rennes, Pont-L'Abbé, Crozon, París (distrito XV), Boulogne-Billancourt, Tours, Sète...
El instituto donde Jules Simon cursó estudios secundarios en Vannes adoptó el nombre de Collège Jules Simon.

## Obras de Jules Simon
- Étude sur la théodicée de Platon et d'Aristote (1840)
- Histoire critique de l'école d'Alexandrie (1844-1845)
- La Mort de Socrate (1853)
- Le Devoir (1854)
- La Religion naturelle (1856)
- La Liberté de conscience (1857)[2]
- La Liberté (1859)
- L'Ouvrière (1861)[3]
- L'École (1864)
- Le Travail (1866)
- L'Ouvrier de huit ans (1867)
- La Politique radicale (1868)
- La Peine de mort (Buedeos, 1869)
- La Famille (Paris, 1869)
- Le Libre Échange (1870)
- La Liberté politique (1871)
- Le Gouvernement de Thiers (1871)
- La Réforme de l'enseignement secondaire (1874)
- Souvenirs du 4 Septembre (1874)
- Dieu, Patrie, Liberté (1883)
- Une Académie sous le Directoire (1884)
- Thiers, Guizot, Rémusat (1885)
- Nos Hommes d'État (1887)
- Victor Cousin (1887)[4]
- Souviens-toi du 2 décembre (1889)
- La Femme au XXe siècle (1891)
- L'Affaire Nayl